# مانتکول

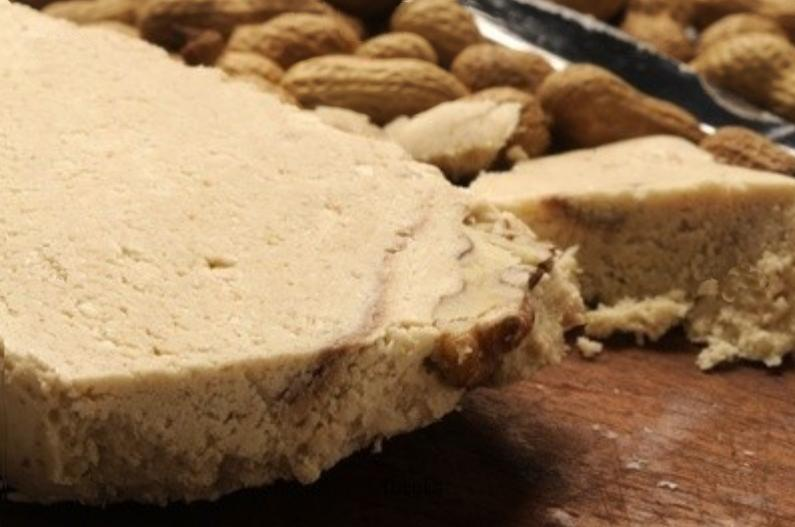
یک تکه مانتکول، با آجیل.

مانتکول یک نمونه دسر به سبک آرژانتینی است که تحت نامهای تجاری Mantecol و Nucrem به بازار عرضه شده‌است. این دسر یک نوع شیرینی بادامی تقریباً نرم است، که از کره بادام زمینی درست شده‌است. مانتکول توسط شرکت شیرینی پزی Georgalos در سال ۱۹۴۰ تولید و به بازار عرضه شد. این شرکت توسط یک خانواده مهاجر یونانی تأسیس شده بود، و فرد اصلی آن Miguel Georgalos، این دسر را از یک سرآشپز یونانی به نام حلوا الهام گرفته بود. مانتکول در آرژانتین بسیار معروف است، طوریکه به عنوان آب نبات روزانه و همچنین دسر سنتی میز کریسمس استفاده می‌شود (به خصوص بین ماه‌های دسامبر و فوریه). بعد از بحران اقتصادی آرژانتین در سال ۲۰۰۱ شرکت حق این آب نبات را به کدبری استامی، که دستور پخت آن را با اضافه کردن کاکائو و روغن تغییر داد، فروخت؛ و شرکت کدبری از سال ۲۰۰۸ یکبار دیگر تولید را با دستور پخت اصلی تحت عنوان تجاری ناکرم شروع کردند.

## ترکیبیات
دستور پخت اصلی این شیرینی شامل مواد زیر می‌باشد: 
- کره بادام زمینی

- آرد گندم 000

- آرد دانه درشت گندم (سمولینا)

- آجیل کامل

- خمیر بادام زمینی

- شیر

- گلاب

- شکر شیرینی پزی